# 1868 en arts plastiques
| Années des arts plastiques : 1865 - 1866 - 1867 - 1868 - 1869 - 1870 - 1871    |
| Décennies des arts plastiques : 1830 - 1840 - 1850 - 1860 - 1870 - 1880 - 1890 |

Cette page concerne l'année 1868 en arts plastiques.

## Événements
- Rodolphe Julian installe son Académie privée de peinture et de sculpture passage des Panoramas à Paris[1].

## Œuvres

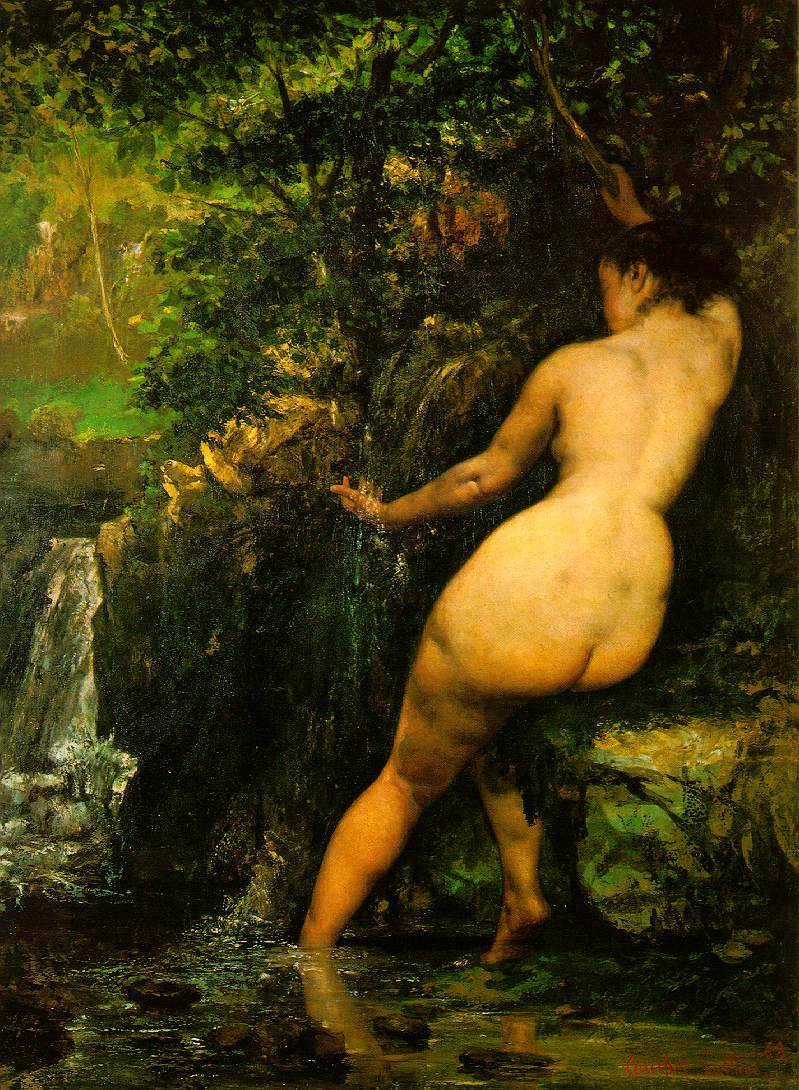
La Source, de Gustave Courbet.

- Illustration des Fables de La Fontaine par Gustave Doré.

## Naissances
- 3 janvier : Philibert Vigoureux, peintre français († 10 novembre 1933),
- 28 janvier : Karel Reisner, peintre, professeur d'art et affichiste bohémien († 29 mars 1913),
- 1er février : Ștefan Luchian, peintre roumain († 28 juin 1916),
- 7 février : Cesare Saccaggi, peintre italien († 1934),
- 8 février : Jules Hervé-Mathé, peintre français († 1953),
- 17 février : Jules Huet de Froberville, peintre et décorateur de théâtre français († 29 janvier 1944),
- 18 février : Henry Provensal, peintre, sculpteur et architecte français († 6 octobre 1934),
- 23 février : Alice Desca, lithographe, graveuse et peintre française († 1933),
- 26 février : Adolf Robbi, peintre impressionniste suisse († 31 décembre 1920),
- 7 mars : Giovanni Giacometti, peintre suisse († 25 juin 1933),
- 11 mars : Ogawa Mokichi, peintre japonais († 17 décembre 1938),
- 17 mars : Émile Chaperon, peintre et décorateur français († 26 septembre 1946),
- 18 mars : Johan Scherrewitz, peintre et aquarelliste néerlandais († 9 août 1951),
- 25 mars : Eugène Kurth, peintre luxembourgeois († 9 juin 1960),
- 28 mars : Cuno Amiet, peintre suisse († 6 juillet 1961),
- 30 mars : Paul Thomas, peintre français († 27 janvier 1910),
- 3 avril : Alfredo Savini, peintre italien († 28 octobre 1924),
- 12 avril : Henri Le Riche, peintre, sculpteur, graveur et illustrateur français († 26 mars 1944),
- 14 avril : Peter Behrens, architecte, peintre, graveur, designer et typographe allemand († 27 février 1940),
- 16 avril : Franz Melchers, peintre, dessinateur et graveur néerlandais d'origine allemande († 18 mars 1944),
- 28 avril : Émile Bernard, peintre et écrivain français († 16 avril 1941),
- 2 mai : Nikolaï Koulbine, peintre, musicien, mécène, théoricien du théâtre et philosophe russe († 6 mars 1917),
- 5 mai : Léo Nardus, peintre impressionniste néerlandais, marchand d'art, collectionneur et financier d'origine juive († 12 juin 1955),
- 9 mai : Edmond Defonte, peintre français († 4 octobre 1948),
- 26 mai : Jules Grün, peintre, illustrateur et affichiste français († 24 janvier 1938),
- 4 juin : Louis Huvey, peintre, lithographe et affichiste français († 4 mars 1954),
- 6 juin : Johan Thorn Prikker, peintre, sculpteur, designer, céramiste, vitrailliste, professeur d'université, artiste graphique et artiste textile néerlandais († 5 mars 1932),
- 15 juin : Paul Klimsch, peintre et illustrateur allemand († 4 juin 1917),
- 18 juin : Georges Lacombe, peintre et sculpteur français († 29 juin 1916),
- 19 juin : Gaston Loir, peintre français († 1922),
- 28 juin : Adolphe Déchenaud, peintre français († 1929),
- 5 juillet : Gabriel Hervé, peintre français († 26 juillet 1942),
- 8 juillet : Alfred Wilhelm Philippe Philipsen, peintre français († ?),
- 13 juillet : Bronisława Janowska, peintre réaliste et éditrice polonaise († 29 septembre 1953),
- 17 juillet : Leopoldo Metlicovitz, peintre, affichiste, illustrateur et metteur en scène italien d'origine dalmate († 19 octobre 1944),
- 19 juillet : André Cahard, peintre, graveur et illustrateur français († 30 décembre 1944),
- 23 juillet : Hugo Naude, peintre britannique puis sud-africain († 5 avril 1938),
- 24 juillet : Max Buri, peintre suisse († 21 mai 1915),
- 28 juillet : Giuseppe Pellizza, peintre italien († 14 juin 1907),
- 1er août : Jules-Gustave Besson, peintre et enseignant français († 1942),
- 13 août : José Engel, peintre, dessinateur et caricaturiste français († 22 décembre 1937),
- 16 août : Georges Victor-Hugo, peintre et skipper français († 5 février 1925),
- 22 août : Guydo, peintre, affichiste, dessinateur et illustrateur français († 1930),
- 25 août : Arthur Garguromin-Verona, peintre roumain († 26 mars 1946),
- 3 septembre : Alexis de Broca, peintre et dessinateur français († 10 novembre 1948),
- 6 septembre : Georges de Feure, peintre, affichiste et designer de meubles, d'objets décoratifs et d'aéroplanes français († 26 novembre 1943),
- 11 septembre : Joseph Milon, peintre et sculpteur français († 25 mars 1947),
- 18 septembre : Jan Verkade, peintre néerlandais († 19 juillet 1946),
- 22 septembre : Maurice Neumont, peintre et affichiste français († 10 février 1930),
- 28 septembre : Jules Cayron, peintre français († 1944),
- 1er octobre : Charles-Julien Clément, peintre et graveur sur bois français († 1932),
- 8 octobre :
  - Jacques Ourtal, peintre français († 23 septembre 1962),
  - Max Slevogt, peintre, graphiste et dessinateur allemand († 20 septembre 1932),
  - Henri-Charles Tournel, architecte, peintre verrier et artiste décorateur français († 22 février 1942),
- 17 octobre : Paul Bocquet, peintre français († 7 septembre 1947),
- 19 octobre : John Saint-Hélier Lander, peintre portraitiste et paysagiste britannique († 12 février 1944),
- 23 octobre : Raoul Carré, peintre français († 3 octobre 1933),
- 11 novembre : Édouard Vuillard, peintre français († 21 juin 1940),
- 3 décembre : Jules Ausset, peintre français († 18 mars 1955),
- 4 décembre : Richard Roland Holst, peintre et graphiste néerlandais († 31 décembre 1938),
- 6 décembre : Nikolaï Bogdanov-Belski, peintre russe puis soviétique († 19 février 1945),
- 14 décembre : Aimée Rapin, peintre suisse († 5 mai 1956),
- 20 décembre : Albert Éloy-Vincent, journaliste et peintre français († 30 novembre 1945),
- 30 décembre : Paul Thiriat, graveur, lithographe, peintre et illustrateur français († 11 avril 1943),
- 31 décembre : Léon Salles, graveur aquafortiste, peintre et illustrateur français († 3 mai 1952),
- ? :
  - François Max Bugnicourt, peintre et graveur français († 1936),
  - Giuseppe Chiarolanza, peintre italien († 1920),
  - Georg Gronau, historien de l'art allemand († 1936),
  - Paul Noël Lasseran, peintre, décorateur et poète français († 17 février 1933),
  - Désiré Weygers, sculpteur et médailleur belge († 1940).

## Décès
- 14 février : Emil Bærentzen, peintre et graveur danois (° 30 octobre 1799),
- 16 février : Gabriel Tyr, peintre français  (° 19 février 1817),
- 18 février : Adrien Dauzats, peintre orientaliste, illustrateur et lithographe français († 16 juillet 1804),
- 21 février : Giuseppe Abbati, peintre italien (° 13 janvier 1836),
- 2 mars : Jean-François Brémond, peintre français (° 9 septembre 1807),
- 15 mars : François-Édouard Picot, peintre néoclassique français (° 17 octobre 1786),
- 22 mars : Hermann Gemmel, architecte, peintre et professeur prussien (° 28 novembre 1813),
- 22 avril : Bernhard Studer, peintre suisse (° 5 août 1832),
- 3 juillet : Nicolas Point, prêtre jésuite, missionnaire et peintre français (° 10 avril 1799),
- 4 juillet : Bernard Sénéquier, peintre et sculpteur français (° 25 juillet 1784),
- 14 juillet : Léon Bouchaud, peintre français (° 3 juillet 1817),
- 22 août : Pierre-Luc-Charles Ciceri, peintre et décorateur de théâtre français (° 17 août 1782),
- 17 octobre : Antoinette Béfort, artiste-peintre française (° 8 août 1788)
- 19 novembre : William Sidney Mount, peintre américain (° 26 novembre 1807),
- 23 novembre : Claude Victor de Boissieu, peintre français (° 28 novembre 1784),
- 23 décembre : Andrea D'Antoni, peintre italien {° 1er décembre 1811).